# Melanitis amabilis
Melanitis amabilis är en fjärilsart som beskrevs av Jean Baptiste Boisduval 1832. Melanitis amabilis ingår i släktet Melanitis och familjen praktfjärilar. Inga underarter finns listade i Catalogue of Life.